# Jessica Cauffiel

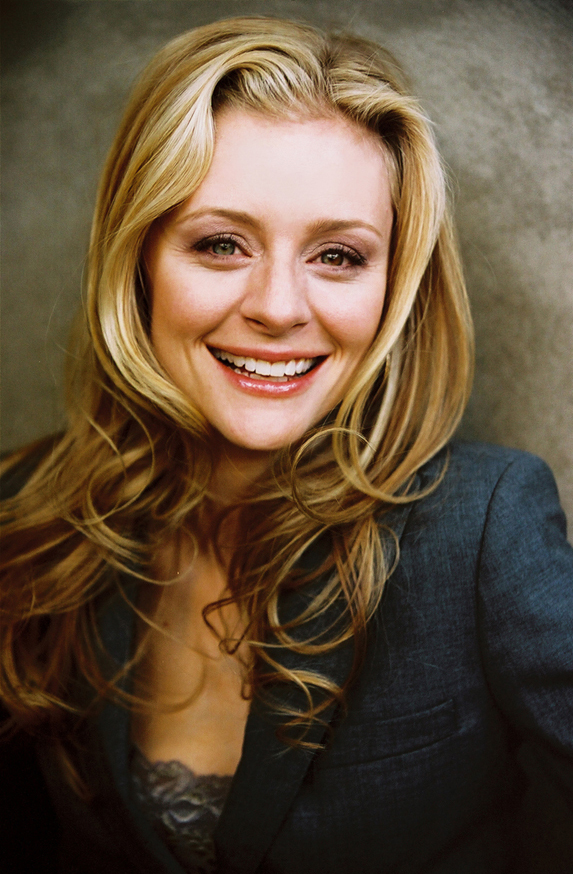
Jessica Cauffiel, 2009

Jessica Cauffiel (* 30. März 1976 in Detroit, Michigan) ist eine US-amerikanische Schauspielerin.

## Leben und Karriere
Jessica Cauffiel, deren Vater Krimiautor ist, schloss an der University of Michigan ein Theaterstudium ab.
Sie debütierte in einer Folge der Fernsehserie Law & Order (1998). Nach Nebenrollen in den Komödien Schlaflos in New York (1999) mit Steve Martin und Goldie Hawn sowie Road Trip (2000) spielte sie größere Rollen in den Horrorfilmen Düstere Legenden 2 (2000) sowie Schrei wenn du kannst (2001). In der Komödie Natürlich blond (2001) wie auch in deren Fortsetzung Natürlich blond 2 (2003) spielte sie an der Seite von Reese Witherspoon. In der Actionkomödie Spy Girls – D.E.B.S. (2004) verkörperte sie eine Killerin. In der 6. Staffel der Serie Frasier spielte sie eine Kellnerin.

## Filmografie (Auswahl)
- 1999: Schlaflos in New York (The Out-of-Towners)
- 2000: Road Trip
- 2000: Düstere Legenden 2 (Urban Legends 2: Final Cut)
- 2001: Schrei wenn du kannst (Valentine)
- 2001: Natürlich blond (Legally Blonde)
- 2002: You Stupid Man
- 2002–2003: The Drew Carey Show (Fernsehserie)
- 2003: Natürlich blond 2 (Legally Blonde 2: Red, White & Blonde)
- 2003: Unzertrennlich (Stuck on You)
- 2004: Spy Girls – D.E.B.S. (D.E.B.S.)
- 2004: White Chicks
- 2005: Guess Who – Meine Tochter kriegst du nicht! (Guess Who)
- 2005: Mit Herz und Hand (The World's Fastest Indian)
- 2006: Eulen – Kleine Freunde in großer Gefahr! (Hoot)